# غوستاف فريدريك لانج
غوستاف فريدريك لانج (بالنرويجية البوكمول: Gustav Fredrik Lange)‏ هو ملحن وعازف كمان نرويجي، ولد في 22 فبراير 1861 في هالدن في النرويج، وتوفي في 11 فبراير 1939 في أوسلو في النرويج.

## وصلات خارجية
- غوستاف فريدريك لانج على موقع ميوزك برينز (الإنجليزية)